# 재즈 싱어 (1980년 영화)
재즈 싱어(The Jazz Singer)는 미국에서 제작된 리처드 플레이셔 감독의 1980년 뮤지컬 영화이다. 로렌스 올리비에 등이 주연으로 출연하였고 제리 라이더 등이 제작에 참여하였다.

## 출연

### 주연
- 로렌스 올리비에
- 닐 다이아몬드
- 캐틀린 애덤스
- 프랭클린 아자에
- 루시 아나즈

### 조연
- 설리 보야르
- 질 자레스
- 제임스 카렌
- 마이크 켈린
- 폴 니콜라스

## 제작진
- 원작자: 샘슨 라파엘슨
- 미술: 해리 호너
- 의상: 알버트 울스키
- 배역: 해리엇 B. 헬버그